# Andrew Madley
Andrew „Andy“ Madley (* 5. September 1983 in Huddersfield, West Yorkshire) ist ein englischer Fußballschiedsrichter.
Seit 2011 leitet Madley Spiele in der EFL League Two, der EFL League One und der EFL Championship. Er ist seit seinem Debüt im März 2018 Schiedsrichter in der Premier League und hat in dieser bereits über 70 Spiele geleitet. Zur Saison 2019/20 wurde Madley in die höchste Gruppe der englischen Schiedsrichter befördert und ist damit seitdem hauptsächlich in der Premier League tätig.
Seit 2020 steht Madley auf der Liste der FIFA-Schiedsrichter (seit 2022 auch als Videoschiedsrichter) und leitet internationale Fußballspiele. Unter anderem pfiff er ein Spiel in der Liga C der UEFA Nations League 2020/21.
Am 19. Mai 2019 war Madley Schiedsrichter im Finale der FA Trophy 2018/19 zwischen dem AFC Fylde und Leyton Orient (1:0) im Londoner Wembley-Stadion.
Er ist der ältere Bruder von Robert Madley (* 1985), der ebenfalls Premier-League- und FIFA-Schiedsrichter war.